# Eddie Fetherston
Eddie Fetherston (1896–1965) est un acteur américain qui a joué dans plus de 200 films.

## Filmographie partielle
- 1930 : True to the Navy de Frank Tuttle
- 1934 : Le Cabochard (The St. Louis Kid) de Ray Enright
- 1936 : Chef d'orchestre malgré lui (Grand Slam Opera) de Charles Lamont (court métrage)
- 1936 : En parade (Gold Diggers of 1937) de Lloyd Bacon
- 1937 : Sous-marin D-1 (Submarine D-1) de Lloyd Bacon
- 1938 : Start Cheering d'Albert S. Rogell
- 1940 : Une femme dangereuse de Raoul Walsh
- 1940 : Le Fantôme du cirque de James W. Horne
- 1940 : Marked Men de Sam Newfield
- 1947 : L'Homme que j'aime (The Man I Love) de Raoul Walsh
- 1947 : Second Chance de James Tinling